# 哈拉帕 (新塞哥維亞省)

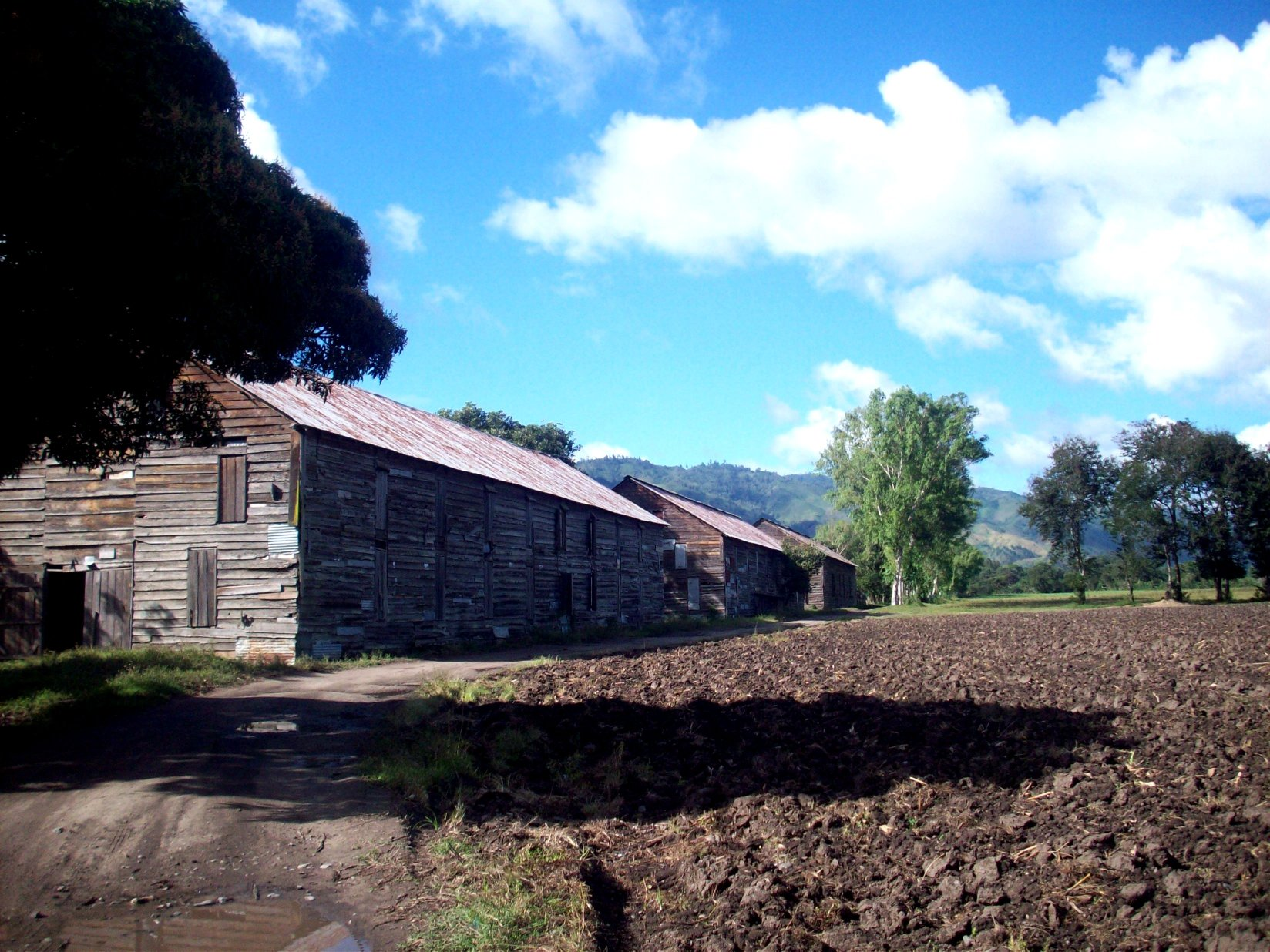
哈拉帕

哈拉帕（西班牙語：Jalapa），是尼加拉瓜的城鎮，位於該國西北部，由新塞哥維亞省負責管轄，面積686.88平方公里，海拔高度680米，2005年人口85,300，人口密度每平方公里79人。

## 友好城市
- 法國 马恩河畔尚皮尼

13°55′N 86°08′W / 13.917°N 86.133°W